# Mouvement des jeunes marxistes-léninistes
Le Mouvement des jeunes marxistes-léninistes (MJML) est un ancien parti politique sénégalais.

## Histoire
Le MJML est fondé par Landing Savané en 1970, mais son existence est éphémère.
Dans la scission, deux courants s'opposent :
Les frères Blondin Diop le quittent et créent le Comité d'initiative pour une action révolutionnaire permanente (CIARP).
De son côté, Landing Savané formera le groupe Reenu-Rew en 1973.
Parmi les frères Blondin, le cadet, Omar Blondin Diop, a fait ses études à Paris. Après avoir été élève au lycée Louis-le-Grand, il sera diplômé de l'École normale supérieure. C'est à ce moment que sa conscience politique se consolide.
À Paris, il rencontre Jean-Luc Godard pour qui il joue dans  La Chinoise en 1967.
Il fréquentera le milieu estudiantin et participera aux évènements de mai 68.
Il repart à Dakar où l'impact de 68 a été un retentissement important comme partout en Afrique. 
La jeunesse sénégalaise instruite, réactive et inspirée notamment par Frantz Fanon, Cheikh Anta Diop, Jean-Paul Sartre et autres rénovateurs de l'esprit de cette époque, est extrêmement surveillée par les services du pays. Omar Blondin Diop souhaite transmettre l'amorce révolutionnaire que fut mai 68 et les idées d'égalité entre tous qu'il véhicule.
L'agitation syndicale et scolaire aboutit à la crise politique de 1968. C'est un revers pour le gouvernement. Il prendra des mesures coercitives. Les partis étudiants, associations, regroupements sont interdits. La population s'agite et manifeste dans la ville de Ziguinchor et en Casamance.
Omar gardera contact avec les mouvements communistes français et ses camarades parisiens. Après quelques actions politiques à Dakar et une opposition fermement déclarée et radicale à la politique du Président Senghor, il sera arrêté puis inculpé pour « terrorisme » et pour espionnage comme agent étranger. Il est emprisonné à la prison du cul de basse-fosse sur l'île de Gorée. Quelques mois plus tard, on le retrouvera mort par strangulation. La population en réaction exprime sa colère. Le Sénégal est au bord du chaos. Le Gouvernement français « aidera » le pays à retrouver son calme.
Le Mouvement des jeunes marxistes-léninistes attire vite des centaines de jeunes grâce à ses activités culturelles : théâtre, clubs de lecture… L’activisme d’un « front culturel » rouge permet l’enracinement dans les universités. Des artistes plus tard célèbres, comme le musicien Baaba Maal et Issa Samb, frayent avec cet univers radical. Ces activités sont dangereuses : les militants sont réprimés et le seul fait de posséder un livre maoïste peut conduire en prison. Les congrès du parti sont de ce fait tenus dans la clandestinité. Néanmoins, sur bien des sujets, les maoïstes sénégalais sont des précurseurs. L’organisation féministe pionnière Yewwu Yewi (« Prendre conscience et se libérer » en wolof) naît de leurs rangs dans les années 1980. Ils contribueront également à la transition démocratique du Sénégal.

## Orientation
C'était un parti marxiste-léniniste radical.